# 레이건 감세
레이건 감세(영어: Reagan tax cuts)는 로널드 레이건 대통령 재임 기간 동안 통과된 미국 연방세법의 변경 사항을 지칭한다. 두 가지 주요 감세 조치가 있었는데, 바로 1981년 경제 회복세법과 1986년 세제개혁법이다. 이 감세 조치는 "낙수 경제"라는 현재는 악명 높은 문구를 대중화시켰는데, 주로 법안의 반대자들이 감세를 홍보하는 주요 원칙이었던 공급측면 경제학을 폄하하기 위해 사용했던 별명이었다.
- 첫 번째 감세(1981년 경제 회복세법)는 다른 것들 중에서도 가장 높은 개인 소득세율을 70%에서 50%로, 가장 낮은 세율을 14%에서 11%로 인하했으며, 최고 양도소득세율을 28%에서 20%로 낮췄다.[1]
- 두 번째 감세(1986년 세제개혁법)는 다른 것들 중에서도 가장 높은 개인 소득세율을 50%에서 38.5%로 인하했지만, 다음 해에는 28%로 더 낮췄고,[2] 최고 양도소득세율은 20%에서 28%로 인상했다.[1]

당시 사람들은 감세에 대해 충분히 알지 못했다. 1986년 9월 ABC 뉴스 여론조사에 따르면 미국인의 63%가 1986년 세금 개혁법이 좋은지 나쁜지 말하기에 충분한 정보를 알지 못했다고 나타났다.

## 역사적 세율

최고 한계세율(1913~2010)

최고 소득 한계세율, 즉 최고 소득자의 '마지막 소득'에 부과되는 세율은 제1차 세계 대전 참전 비용을 조달하기 위해 200만 달러 소득에 대해 77%로 인상되었다. 이 세율은 전쟁 후 5년간 1925년에는 최저 25%로 인하되었고, 생산 대비 세금 징수액은 급격히 감소했다. 당시 민주당이 장악한 의회의 압력에 대응하여, 허버트 후버 대통령은 구호 프로그램을 지원하기 위해 최고 한계세율을 인상하는 데 마지못해 동의했다. 그 결과인 1932년 세수법에서 최고 한계세율은 25%에서 63%로 인상되었다. 최고 한계세율은 1936년과 1940년에 다시 인상되었다. 1941년, 일본 제국은 진주만을 공격했다. 이에 의회는 일본과 독일에 선전포고를 하고 새로운 전쟁 비용을 조달하기 위해 추가적인 세금 인상을 시행하여 최고 한계세율을 20만 달러 소득(2021년 달러로 320만 달러)에 대해 사상 최고치인 94%로 인상했다. 전쟁 후, 의회는 1949년에 20만 달러 소득에 대해 최고 한계세율을 최저 82.13%로 인하했다. 최고 한계세율은 다음 20년 동안 20만 달러에서 40만 달러(세율이 부과되는 소득 구간도 변경됨)에 대해 70%에서 92% 사이를 오갔다. 이 기간 동안 사회 보장법은 사회 보장세(Social Security tax)를 신설했지만, 사회 보장세는 개인당 약 13만 달러로 상한선이 정해져 있어 전체 최고 한계세율에 추가되지는 않았다. 존 F. 케네디 대통령 하에서 1964년 세수법으로 최고 한계세율이 70%로 인하되었다. 1980년 로널드 레이건이 당선되어 최고 한계세율을 인하하겠다고 약속했다. 그는 약속을 지켰고, 그의 8년 재임 기간 동안 최고 한계세율은 73%에서 29,750달러 이상의 소득에 대해 28%로 낮아졌다. 이는 1925년 이후 가장 낮은 세율이었다.

## 감세 이후의 세금 인센티브
1981년 경제 회복세법 이후 세수는 실질적으로 6% 감소했다. 이는 1981년 말 하원에서, 1982년 중반 상원에서 통과된 1982년 조세 형평성 및 재정 책임법이라는 세금 인상 조치를 촉진했다. 이 법안은 레이건과 의회 간의 합의로, 다음 해들의 세수를 증가시켰다. 그 인상 이후, 1983년부터 1987년까지 다양한 이유로 3차례의 추가 세금 인상이 있었다. 전체적으로, 미국은 첫 4년 동안 최초 감세로 인해 2012년 연쇄 달러 기준으로 2,000억 달러 이상, 두 번째 감세로는 약 10억 달러의 손실을 입었다. 1982년부터 1987년까지 세수는 총 1,370억 달러 증가했으며, 이는 감세로 인한 순 세수 손실이 대략 640억 달러에 달한다는 것을 의미한다.

## 같이 보기
- 레이거노믹스
- 부시 감세
- 미국의 조세 역사

## 추가 자료
- Monica Prasad, "The popular origins of neoliberalism in the Reagan tax cut of 1981." Journal of Policy History 24.3 (2012): 351–383.